# Flughafen Innsbruck
Flughafen Innsbruck, ook bekend als Flughafen Innsbruck-Kranebitten, is een luchthaven op 2,5 km van de Oostenrijkse plaats Innsbruck en is de grootste luchthaven in Tirol. Vanaf de luchthaven kan worden gevlogen binnen Europa. De luchthaven functioneerde als hub voor Air Alps, Tyrolean Airways en Welcome Air.
In het winterseizoen is de drukste periode, door de vele wintersporters die vanaf de luchthaven reizen. Zomers zijn het vaak wandelaars, bergbeklimmers en vakantiegangers die vanaf het vliegveld reizen.

## Geschiedenis
Op 1 juni 1925 werd een vliegveld geopend in het oostelijke stadsdeel Reichenau in Innsbruck. Op 18 april 1926 begon Deutsche Luft Hansa met de eerste vluchten op hoogte. In de jaren 30 kwam vooral het zweefvliegen op op het vliegveld. Na de Tweede Wereldoorlog, in 1946, start de Franse bezetter met de bouw van een nieuwe luchthaven ten westen van de stad. Dat is de huidige luchthaven en werd geopend op 15 januari 1948.
Sinds 1 juli 1983 staat er een reddingshelikopter gestationeerd op de luchthaven om gewonden uit de bergen te halen en naar het ziekenhuis te vervoeren. In februari 2017 werd aangekondigd dat de passagiersterminal, die werd ingehuldigd voor de Olympische Winterspelen 1964, op termijn vervangen zal worden door een nieuw, groter luchthavengebouw. Er werd al direct aangegeven dat de bouw daarvan op zijn vroegst in het voorjaar van 2019 zou beginnen. In 2019 stopte de luchthaven tevens met het afhandelen van vracht.
In september 2021 sloot de luchthaven bijna een maand om de startbaan te renoveren. In 2023 werd ook bekendgemaakt dat de luchthaven vernieuwd zou gaan worden met een investering van zo’n 100 miljoen euro. Dat stond al gepland voor 2020, maar ging vanwege de coronapandemie niet door.

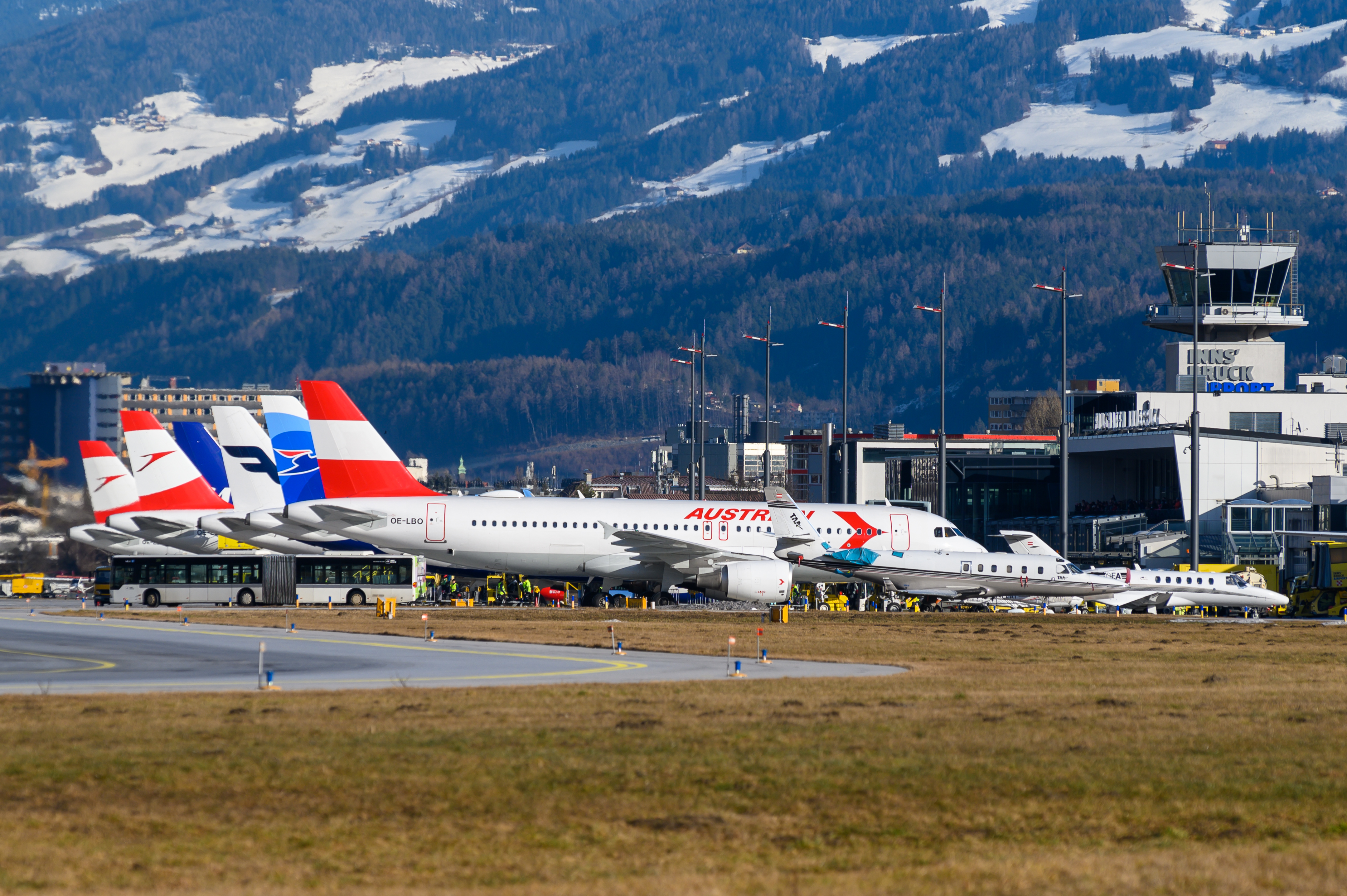
Zicht op het platform

De luchthaven is bekend vanwege het omliggende terrein dat uit hooggebergte bestaat. De nadering en afdaling is daardoor een gecompliceerd proces, daarom hebben piloten een speciale aanvullende pilotenlicentie nodig. De Alpen zorgen voor lastige winden en luchtstromingen, waarmee piloten gedurende het landen en opstijgen te maken krijgen. Flughafen Innsbruck is dan ook een luchthaven van categorie C: een luchthaven met grote bijzonderheden.

## Luchtvaartmaatschappijen en bestemmingen
Vanaf Flughafen Innsbruck kan worden gevlogen naar de volgende bestemmingen met de volgende luchtvaartmaatschappijen (maart 2025):
| Luchtvaartmaatschappij | Bestemmingen |
| ---------------------- | --- |
| Aegean Airlines        | Seizoensgebonden: Athene |
| AirBaltic              | Seizoensgebonden: Riga |
| Air Dolomiti           | Frankfurt |
| Austrian Airlines      | Wenen Seizoensgebonden: Amsterdam, Brussel, Kopenhagen (hervat 20 december 2025), Warschau (hervat 20 december 2025) |
| Avanti Air             | Seizoensgebonden charter: Calvi |
| British Airways        | Seizoensgebonden: Londen–LGW, Londen–LHR |
| Corendon Airlines      | Seizoensgebonden: Antalya (vanaf 23 mei 2025) |
| EasyJet                | Londen–LGW Seizoensgebonden: Birmingham, Bristol, Londen–LTN, Manchester |
| Eurowings              | Seizoensgebonden: Hamburg, Iraklion (hervat 12 mei 2025), Karpathos (hervat 20 mei 2025), Kos (hervat 21 mei 2025), Lamezia Terme (hervat 11 mei 2025), Palma de Mallorca (hervat 3 mei 2025), Stockholm Seizoensgebonden charter: Kopenhagen, Rhodos (hervat 27 mei 2025) |
| Finnair                | Seizoensgebonden: Helsinki |
| Iberia                 | Seizoensgebonden: Madrid |
| Icelandair             | Seizoensgebonden: Keflavík (hervat 20 december 2025) |
| Israir                 | Seizoensgebonden: Tel Aviv |
| Jet2.com               | Seizoensgebonden: Birmingham, Bristol, Edinburgh, Manchester |
| LOT Polish Airlines    | Seizoensgebonden: Warschau |
| Marathon Airlines      | Seizoensgebonden charter: Cagliari, Kalamáta, Kavala, Kefalonia, Preveza, Thessaloniki |
| Norwegian Air Shuttle  | Seizoensgebonden: Kopenhagen |
| Scandinavian Airlines  | Seizoensgebonden: Göteborg, Kopenhagen, Oslo, Stockholm |
| Transavia              | Amsterdam Seizoensgebonden: Brussel, Eindhoven, Rotterdam |
| TUI Airways            | Seizoensgebonden: Birmingham, Bristol, Dublin, Edinburgh, Londen–LGW, Londen–LTN, Londen–STN, Manchester, Newcastle (hervat 3 januari 2026) |
| TUI fly België         | Seizoensgebonden: Antwerpen |

## Statistieken

### Drukste bestemmingen
| Positie | Stad                            | Passagiers | Luchtvaartmaatschappijen    |
| ------- | ------------------------------- | ---------- | --------------------------- |
| 1       | Londen, Verenigd Koninkrijk     | 239.866    | British, EasyJet, Jet2, TUI |
| 2       | Wenen, Oostenrijk               | 110.945    | Austrian                    |
| 3       | Amsterdam, Nederland            | 101.017    | Austrian, Transavia         |
| 4       | Frankfurt, Duitsland            | 50.271     | Air Dolomiti                |
| 5       | Manchester, Verenigd Koninkrijk | 46.770     | EasyJet, Jet2, TUI          |
| 6       | Eindhoven, Nederland            | 43.444     | Transavia                   |
| 7       | Rotterdam, Nederland            | 41.471     | Transavia                   |
| 8       | Bristol, Verenigd Koninkrijk    | 27.579     | EasyJet, Jet2, TUI          |
| 9       | Birmingham, Verenigd Koninkrijk | 23.764     | EasyJet, Jet2, TUI          |
| 10      | Hamburg, Duitsland              | 14.787     | Eurowings                   |

### Marktaandeel luchtvaartmaatschappijen
Het marktaandeel van luchtvaartmaatschappijen op de luchthaven is als volgt verdeeld:
| Positie | Luchtvaartmaatschappij | Passagiers | Marktaandeel |
| ------- | ---------------------- | ---------- | ------------ |
| 1       | Transavia              | 189.729    | 22,00%       |
| 2       | EasyJet                | 179.979    | 20,87%       |
| 3       | Austrian Airlines      | 117.842    | 13,68%       |
| 4       | Eurowings              | 71.833     | 8,33%        |
| 5       | TUI Airways            | 70.313     | 8,16%        |
| 6       | Overig                 | 232.506    | 26,97%       |

### Passagiersaantallen
| Jaar | Passagiers | Jaar | Passagiers | Jaar | Passagiers |
| ---- | ---------- | ---- | ---------- | ---- | ---------- |
| 2000 | 680.620    | 2010 | 1.033.512  | 2020 | 487.437    |
| 2001 | 666.861    | 2011 | 997.020    | 2021 | 125.495    |
| 2002 | 652.479    | 2012 | 930.850    | 2022 | 721.412    |
| 2003 | 688.358    | 2013 | 981.118    | 2023 | 905.655    |
| 2004 | 728.244    | 2014 | 991.356    | 2024 | 862.202    |
| 2005 | 738.453    | 2015 | 1.001.255  |      |            |
| 2006 | 805.582    | 2016 | 1.006.738  |      |            |
| 2007 | 859.830    | 2017 | 1.092.547  |      |            |
| 2008 | 969.474    | 2018 | 1.119.347  |      |            |
| 2009 | 956.972    | 2019 | 1.144.471  |      |            |

## Incidenten en ongevallen
- Op 29 februari 1964 crashte British Eagle International Airlines-vlucht 802/6 tegen de Glungezer tijdens de landing.[19] De 83 inzittenden kwamen allemaal om het leven en het is daarmee het dodelijkste luchtvaartongeluk ooit in Oostenrijk.[20]
- Op 28 augustus 1972 stortte een Learjet 23 neer tijdens de nadering.[21] Het toestel vloog te laag bij slecht zicht, waardoor het bomen raakte en op een berg crashte.[22] De beide piloten kwamen om.
- Op 21 november 1990 klapte een Beechcraft King Air 200 op de berg Kellerjoch tijdens het landen.[23] Drie personen kwamen hierbij om het leven.
- Op 8 maart 2024 klapte het landingsgestel van een sportvliegtuigje niet uit bij het landen.[24] Niemand raakte gewond.[25]